# Пам'ятки Глухова
В місті Глухів на обліку перебувають 10 пам'яток архітектури, 7 пам'яток монументального мистецтва і 31 пам'ятка історії.

## Пам'ятки архітектури
| №  | Пам'ятка                                                       | Датування             | Місцезнаходження |
| -- | -------------------------------------------------------------- | --------------------- | --- |
| 1  | Банк Терещенка М.                                              | 18-19 ст.             | вул. Шевченка, 12. |
| 2  | Будинок Веригинського міського чотирикласного училища          | 1905-1906             | пров. Шкільний, 1. |
| 3  | Будинок Дворянського зібрання                                  | 1811                  | вул. Терещенків, 80. |
| 4  | Будинок дитячого притулку                                      | 1872-1885             | вул. Києво-Московська, 39. |
| 5  | Будинок жіночої гімназії                                       | 1896                  | вул. Вознесенська, 15. |
| 6  | Будинок Миклашевських                                          | 18-20 ст.             | пров. Поштовий, 4 |
| 7  | Будинок повітової земської управи і міської управи             | 1912-1915, дошка 1961 | вул. Києво-Московська, 51. |
| 8  | Водонапірна вежа                                               | 1927                  | вул. Терещенків. |
| 9  | Вознесенська церква                                            | 1767-1867             | Вознесенське кладовище |
| 10 | Глухівська фортеця (літописне місто Глухів) (археол., архіт.). | 17-19 ст.             | центральна частина міста, мис лівого берега р. Есмань, утворений ярами і долиною її лівої притоки Починок, в місці їх злиття селище займає площу не менше 25 га. |

## Пам'ятки монументального мистецтва
| № | Охронний номер | Назва                                                            | Місце                                        | Рік встановлення | Автори                                                          |
| - | -------------- | ---------------------------------------------------------------- | -------------------------------------------- | ---------------- | --------------------------------------------------------------- |
| 1 | 344            | Пам'ятник генерал-майору Г. С. Рудченку                          | Площа Рудченка                               | 1957             | скульптор І. С. Горовий                                         |
| 2 | 346            | Пам'ятник на могилі Героя Радянського Союзу Л. П. Кульбаки       | Вознесенське кладовище                       | 1972             | скульптор І. С. Горовий                                         |
| 3 | 1318           | Пам'ятник на могилі Героя Радянського Союзу М. І. Жужоми         | Вознесенське кладовище                       | 1983             | скульптор І. С. Горовий                                         |
| 4 | 1319           | Пам'ятник на могилі Героя Радянського Союзу М. Г. Баришева       | Вознесенське кладовище                       | 1983             | скульптор І. С. Горовий                                         |
| 5 |                | Розпис «Вхід Господній до Єрусалиму»                             | Трьох-Анастасіївська церква, вул. Спаська, 2 | 10-ті рр. ХХ ст. | автори: П. Свідомський, О. Свідомський                          |
| 6 |                | Розпис «Христос перед Пілатом»                                   | Трьох-Анастасіївська церква, вул. Спаська, 2 | 10-ті рр. ХХ ст. | автор П. Свідомський                                            |
| 7 |                | Пам'ятник композиторам М. С. Березовському і Д. С. Бортнянському | Площа Рудченка                               | 1995             | скульптор І. А. Коломієцьархітектор А. Ф. ІгнащенкоВ. Ф. Грибан |

## Пам'ятки історії
| №  | Назва | Дата | Місце |
| -- | --- | --- | --- |
| 1  | Банк Терещенка М. | 18-19 ст. | вул. Шевченка, 12 |
| 2  | Будинок Веригинського міського чотирикласного училища                                                                            | 1905-1906 | пров. Шкільний, 1 |
| 3  | Будинок Дворянського зібрання | 1811 | вул. Терещенків, 80 |
| 4  | Будинок дитячого притулку | 1872-1885 | вул. Києво-Московська, 39 |
| 5  | Будинок жіночої гімназії | 1896 | вул. Вознесенська, 15 |
| 6  | Будинок Миклашевських | 18-20 ст. | пров. Поштовий, 4 |
| 7  | Будинок повітової земської управи і міської управи                                                                               | 1912-1915, 1961 | вул. Києво-Московська, 51 |
| 8  | Водонапірна вежа | 1927 | вул. Терещенків |
| 9  | Вознесенська церква | 1767-1867 | Вознесенське кладовище |
| 10 | Глухівська фортеця (літописне місто Глухів) (археол., архіт.). Дитинець Посад Система укріплень                                  | 17-19 ст. | центральна частина міста, мис лівого берега р. Есмань, утворений ярами і долиною її лівої притоки Починок, в місці їх злиття селище займає площу не менше 25 га. |
| 11 | Гуманітарно-просвітницький комплекс: Глухівська чоловіча гімназія, Глухівський учительський інститут, пансіон чоловічої гімназії | 1874,1898, дошки (10) 1964, 1993, 1994 (архіт., іст.).                                                                                | вул. Києво-Московська, 24 |
| 12 | Житловий будинок | 18 ст. | вул. Путивльська, 3 |
| 13 | Київська брама Глухівської фортеці                                                                                               | 1766-1769 | вул. Києво-Московська. |
| 14 | Комплекс земської лікарні Чоловічий корпус Жіночий корпус Інфекційне відділення.                                                 | 1879 | вул. К. Маркса, 1 вул. Інститутська, 3 |
| 15 | Миколаївська церква | 1693 | площа Рудченка,1 |
| 16 | Особняк Терещенка | 1866 | вул. Терещенків, 45 |
| 17 | Прибутковий будинок Бештака | 19 ст. | вул. Києво-Московська, 43 |
| 18 | Ремісниче училище імені Терещенка М.                                                                                             | 1899-1904, дошка 1981 (архіт., іст.).                                                                                                 | вул. Терещенків, 70 |
| 19 | Садиба Александровичів | 1860 Головний будинок; Великий флігель; Малий флігель.                                                                                | вул. Лугова, 3, 13 |
| 20 | Садиба Неплюєвих | 1860 | вул. Києво-Московська |
| 21 | Садибний будинок | 19 ст. | вул. Терещенків, 34 |
| 22 | Садибний будинок | 1915 | вул. Путивльська, 1 |
| 23 | Садибний будинок Біловського Г.                                                                                                  | 1855 | пров. Михайлівський, 7 |
| 24 | Садибний будинок Кочубеїв | 1904 | вул. Шевченка, 30 |
| 25 | Садибний будинок поміщ. Лютого                                                                                                   | 19 ст. | вул. Києво-Московська, 34 |
| 26 | Садибний будинок Сніжка П. | 20 ст. | вул. Вознесенська, 46 |
| 27 | Садибний будинок Шапоріних | друга пол 19 ст., дошка 1974 (іст., архіт.).                                                                                          | вул. Матросова, 12 |
| 28 | Спасо — Преображенська церква | 1765 | вул. Комінтерна, 1 |
| 29 | Трьоханастасіївська церква | 1884-1893 (архіт., іст., мист.). Настінний розпис «Христос перед Пілатом»; Розпис «в'їзд до Єрусалиму»; Родинне поховання Терещенків. | вул. Спаська, 2 |
| 30 | Тюремний замок (повітовий острог)                                                                                                | 1847 | пров. Спартака, 4 |
| 31 | Федорівське ремісниче училище | 1903 | вул. Києво-Московська, 39 |